# Robert Swenson
Robert Alexander «Jeep» Swenson Jr. (5 de enero de 1957-18 de agosto de 1997) fue un luchador profesional, doble de riesgo y actor estadounidense. Fue el primer actor en personificar al supervillano Bane en el cine, específicamente en la película Batman y Robin.

## Vida personal
Swenson nació en San Antonio, Texas, hijo de Patricia Maxine (de soltera Wells) y Robert Alexander Swenson. Estaba casado con Erin Hillsman. La pareja tuvo una hija llamada Kayleigh.

## Carrera
Swenson luchó por World Class Championship Wrestling en 1987 y 1988 para el mánager Gary Hart. Debutó el 7 de marzo de 1987, derrotando a Perry Jackson en una lucha de dos minutos. Su principal enemistad fue con Bruiser Brody, quien luchaba como el enmascarado «Red River Jack». Según Swenson, tenía los bíceps más grandes del mundo en ese momento. Lo anunciaron como sudafricano, aunque claramente era estadounidense.
Swenson volvió a la lucha libre para un combate pay-per-view del World Championship Wrestling  Uncensored, el 24 de marzo de 1996. Actuó como miembro de la «Alliance to End Hulkamania». Originalmente se le llamó The Final Solution (La Solución Final), pero luego de las quejas de las organizaciones judías a las oficinas corporativas de Turner, su personaje pasó a llamarse The Ultimate Solution (La Solución Definitiva). WCW afirmó que no sabían que La Solución Final era el nombre que Adolf Hitler le dio a su plan para destruir a los judíos. La Alianza estaba formada por Dungeon of Doom, los Cuatro Jinetes, The Ultimate Solution y Z-Gangsta, todos trabajando para acabar con la carrera de Hulk Hogan.
Swenson boxeó como un peso mediano amateur y luego tuvo una corta carrera como boxeador profesional. Ganó sus dos primeros combates por nocaut, pero su tercera pelea se detuvo en el primer asalto después de que Frankie García lo derribara dos veces en su debut profesional.
Swenson, de 195cm y 185 kg, apareció como el luchador en boxes «Lugwrench» Perkins en la película de 1989 de Hulk Hogan No Holds Barred. También interpretó al guardaespaldas de James Caan, Bledsoe, en la película Bulletproof de Damon Wayans y Adam Sandler, antes de interpretar su papel más conocido, el supervillano Bane en la película Batman y Robin de 1997.

## Muerte
El 18 de agosto de 1997, Swenson murió de insuficiencia cardíaca en el Centro Médico de UCLA. Tenía cuarenta años. Hulk Hogan, Davey Boy Smith y James Caan hicieron elogios en su funeral.

## Filmografía

### Películas
| Año  | Título                                                                               | Papel             | Notas                           |
| ---- | ------------------------------------------------------------------------------------ | ----------------- | ------------------------------- |
| 1980 | The Big Brawl                                                                        | Matón             | Sin acreditar                   |
| 1989 | No Holds Barred                                                                      | Lugwrench Perkins |                                 |
| 1996 | Bulletproof                                                                          | Bledsoe           |                                 |
| 1997 | Batman y Robin                                                                       | Bane              |                                 |
| 1997 | The Bad Pack                                                                         | Mula de Misuri    | Aparece al final de la película |
| 2005 | Más allá de Batman: Frozen Freaks y Femme Fatales. El maquillaje de 'Batman y Robin' | Él mismo          | Documental                      |

### Televisión
| Año         | Título                  | Papel               | Notas       |
| ----------- | ----------------------- | ------------------- | ----------- |
| 1993 - 1995 | Walker, Ranger de Texas | Jumbo Stark / Sammy | 2 episodios |